# Leszek Gajdziński
Leszek Gajdziński (ur. 25 września 1946 w Dąbrowie Górniczej) – polski lekkoatleta dyskobol.

## Osiągnięcia
Był czołowym zawodnikiem w rzucie dyskiem w Polsce w pierwszej połowie lat 70. XX wieku. Wziął udział w olimpiadzie w Meksyku (1968), ale odpadł w eliminacjach. Podobnie zakończył się start Gajdzińskiego na Mistrzostwach Europy w Helsinkach (1971), natomiast na następnych mistrzostwach w Rzymie (1974) zajął 11. miejsce. Dwadzieścia sześć razy reprezentował Polskę w meczach międzypaństwowych. Został też srebrnym medalistą Uniwersjady w Moskwie w 1973 w pchnięciu kulą.
Czterokrotnie zdobywał mistrzostwo Polski w rzucie dyskiem: w 1971, 1972, 1973 i 1974. Trzykrotnie poprawiał rekord Polski.
Jest absolwentem Politechniki Śląskiej.

## Rekordy życiowe
- rzut dyskiem – 63,52 m (17 czerwca 1974, Warszawa[1]) – 11. wynik w historii polskiej lekkoatletyki
- pchnięcie kulą – 19,07 m